# Okrug Utena
Okrug Utena (litavski: Utenos apskritis) je jedan od deset okruga u Litvi. Središte okruga je grad Utena. Dana 1. srpnja 2010. okružna uprava je ukinuta, a od tog datuma, Okrug Utena ostaje teritorijalna i statistička jedinica.

## Zemljopis
Okrug Utena nalazi se na istoku zemlje, na jugoistoku graniči s Bjelorusijom, a na sjeveroistoku s Latvijom. Susjedni okruzi su Panevėžis na sjeveru i Vilnius na jugu.

## Općine
Okrug Utena je podjeljen na šest općina, od kojih je jedna gradska.
- Općina Anykščiaj
- Općina Ignalina
- Općina Molėtaj
- Općina Utena
- Grad Visaginas
- Općina Zarasaj

## Vanjske poveznice
- Službene stranice okruga